# 一個乾淨明亮的地方
《一個乾淨明亮的地方》（英語：A Clean, Well-Lighted Place）是美國作家歐內斯特·海明威的短篇小說，1933年首次發表於《斯克里布納雜誌》，同時收納於短篇小說集《勝者一無所獲》之中。
此作象徵迷失的一代所期待的樂園，其中一段充滿「空」字改寫主導文的意識流獨白，不僅在形式上點出語言本質的空無，也揭露了西方世界繫以維持的道德、哲學、宗教價值觀早已隨著戰爭而崩潰，徒留一片巨大的荒原。
詹姆斯·喬伊斯，一位海明威早年在巴黎結識的友人如此稱道：「他（海明威）讓阻隔於文學與生命之間的面紗消失了，這是每一個作家奮力想達到的事。你讀過《一個乾淨明亮的地方》嗎？大師之作阿！真的，這可是有史以來寫得最好的一篇短篇小說。」

## 創作背景
海明威身處美國文學思潮更迭之際，並沒有被定位於哪一種特定思潮中。《一個乾淨明亮的地方》確切的寫作時間亦沒有資料記載，其最早被收錄於1933年出版的《勝者一無所獲》。1928年6月海明威次子派翠克出生，同年12月父親自殺身亡給了他很大的打擊。1929年《戰地春夢》問世，與此同時，海明威的聲望到達高峰。儘管《戰地春夢》榮登銷售排行榜榜首，然而，經濟大恐慌仍影響了本書的銷售量。1930年，海明威因車禍受傷，長達一個多月的時間不能移動，這段時間內他因為不能寫作而非常痛苦。以上這些經歷可能影響海明威在《一個乾淨明亮的地方》所呈現的意象。

## 劇情綱要
故事發生在一處夜晚的咖啡館。當其他顧客都已離開咖啡館之時，一名老人仍坐在咖啡館的陰影處喝著酒。他是咖啡館的老顧客，從兩名侍者的交頭接耳中可以得知他上禮拜曾嘗試自殺，但被自己的姪女救了下來。
此時已經夜深，其中一名侍者逐漸感到不耐煩，便開始發起牢騷，開始抱怨起這位老者，想要早點回家陪妻子，一會兒後便隨便打發他離去。
望著老者離去的背影，急著下班回家的侍者與另名不疾不徐的侍者有了小小的爭辯，後者表示，自己同情在夜晚需要光亮的人，因此才希望讓老者繼續留下來，他也認為雖然另一位侍者擁有的「年輕」與「信心」固然美妙，但他想要提供給需要的人在夜晚中有個乾淨且明亮的棲所，就像在虛無飄渺的人生中，提供給人們需要的「乾淨又明亮的避風港」一樣。

## 主要角色
〈一個乾淨明亮的地方〉中的主要角色有：
| 角色名稱   | 角色簡介 |
| ---------- | --- |
| 老人       | 咖啡館的常客，總是喜歡坐到很晚，並且偏好有樹影的位子。雖然是個聾子，卻能自行跟服務生點白蘭地，一杯接著一杯的點，喝酒從來不會滴出任何一滴。根據服務生的說法，他每天晚上都喝的有點醉。他至少有八十歲，而且很有錢。他在一星期前用繩子上吊自殺未遂，被姪女救了下來。老人離開咖啡館時走路時腳步不穩，卻非常神氣。                                                                           |
| 年長服務生 | 除了工作什麼都沒有。是個喜歡夜裡在咖啡館待得很晚，不想睡覺，需要燈光的人。他認為自己和年輕的服務生不一樣，除了工作什麼都缺，沒有信心也不年輕。他非常喜歡自己工作的咖啡館，覺得那裡燈光很好，很乾淨，還有樹影，所以每天晚上都不想打烊。故事最後，他班去了酒吧，向酒保點了一杯「虛無」，一邊讚嘆那家酒吧的燈光明亮，一邊嫌吧台沒有擦乾淨。最後，他還是選擇回家，如果天亮了，他就能睡了。 |
| 年輕服務生 | 已婚。年輕、有希望、有信心、有工作。一心想著在床上等他的老婆，急著打烊回家，於是騙老人說白蘭地賣完了，要趕他離開。 |

## 小說主旨
在這篇短篇小說裡，作者透過兩名侍者的對話，客觀地呈現出一名老者的形象。該名老者並未被賦予姓名，彷彿成了所有漸向暮年的世人寫照。
故事開始時，兩名侍者便談論到老人自殺的原因是絕望，但再細究老人為何絕望，答案卻是「不為什麼」。這就和後來較年長的侍者不斷提到的「虛無縹緲」相呼應。人生的虛無縹緲使老者感到絕望，進而想要自殺。這個至少有八十歲、耳朵聾掉的老人，雖然很有錢，卻是孤單的。錢對許多人而言是人生最重要的東西，但對一個已走到人生尾端的老者卻是身外之物，因為他真正需要的並非金錢，而是情感上的慰藉。老人徒有金錢，卻無妻無兒，加之又是個聾子，無法感受常人所感受到的，更使他擁有強烈地孤獨感，彷彿與世隔絕。每當夜深人靜時，老人總會光顧燈光明亮又乾淨的咖啡館，但是他選的位置卻是被擋住燈光的樹蔭底下。處在樹蔭底下就是對老人自己的寫照。他年老且又是個聾子，身邊沒有眾多親友陪伴，僅有一個姪女照顧他。孤獨籠罩著他的生活，他有如活在一個沒有光亮的世界裡，因此每到夜晚，他總會尋至這燈光明亮的咖啡館，為的是伴隨光而來的希望，藉此獲得一點安慰。
故事裡的兩名侍者為一老一少，正好形成對比。老侍者頗能體會老人的孤獨，因此不願以打烊為由將老人驅離。但年輕的侍者卻無法理解老人的感受，一心只想著要回家見老婆。老侍者因為同老人一樣正逐漸邁向暮年、對人生感到虛無縹緲，因此能對他抱以同情，且老侍者自己也是光的追逐者，在咖啡館打烊後，他便到酒館——另一個燈光明亮的地方消磨時間，他對黑暗甚至厭惡到必須天亮了他才願意入睡。生活的孤獨使這兩名老者極力地追尋著明亮的燈光。相較之下，年輕的侍者就無法對老者的處境感同身受，因為他擁有青春、信心、親人以及工作，沒有什麼缺乏的，不懂的何謂虛無縹緲？何謂孤單？自然難以對老人產生惻隱之心，而是只顧慮到自己的感受。

## 小說風格
海明威以經常運用的電報式風格創作此篇，透過簡練、平易的日常用語塑造角色形象、烘托場景氛圍 ；更藉由兩位侍者的議論，建構回環式的敘述結構，以論述者視角的切換變化，將情節中的對話寓意多層次展現，使小說充滿張力，將籠罩在角色內心深處的虛無感渲染開來。
此外，就敘述方式而言，此篇作品特意運用「對比」手法，使用「光明」與「黑暗」、「年輕」和「年老」、「咖啡館」及「酒吧」之意象，於小說當中兩兩相映、交錯呈現  ；同時，再運用了「重複銜接」 的技巧，使「虛無」二字反覆出現，進一步深化小說主題。

該篇小說以極含蓄凝鍊的文字，敘寫人們心中最深層的孤獨與虛無之感， 充分地體現了海明威的創作原則：
|  | 漂浮在大洋上的冰山, 看得見的只是露在水面上的八分之一。 |

## 出版
《一個乾淨明亮的地方》的初版發行年份是1933年，在台灣是2012年8月31日由出版社逗點文創結社出版。

## 反響
愛爾蘭作家及詩人詹姆斯·喬伊斯曾大讚：「你讀過《一個乾淨明亮的地方》嗎？真是傑作！真的，這可是有史以來寫得最好的一篇短篇小說。」
《一個乾淨明亮的地方》為海明威最鍾愛的13篇短篇小說之一
「事物皆空，人也不例外。需要的，不過是光，還有某些程度的乾淨與秩序罷了。」—海明威
《一個乾淨明亮的地方》強調了人類生活中光明的意義，探討了在無數追求後，最後的嚮往往往是一個乾淨明亮的地方，這麼單純，這麼孤獨空虛卻又圓滿。